# 羽鳥トンネル
羽鳥トンネル（はとりトンネル）は、福島県岩瀬郡天栄村にある道路トンネルである。

## 概要
- 全長：587m
- 全幅：6.5（9.0）m
- 有効高：4.7m
- 工法：NATM工法（上半先進ベンチカット工法）
- 竣功：2000年12月
- 施工：三柏・星野特定建設工事共同企業体

天栄村羽鳥字入牧場から字向山に至り、国道118号を通す。カーブの続く羽鳥湖畔の区間の改良のため、国道第1種改良事業として1997年度より建設された。1998年2月26日に起工式が行われ、2000年7月7日に貫通、同年12月8日に供用が開始された。総工費は17億7000万円。旧道は黒森峠や勢至堂峠と違い閉鎖されておらず、羽鳥湖を望む風光明媚なワインディングロードとなっている。